# Konrad Jędrzejewski
Konrad Jędrzejewski (ur. 1971 w Lublinie) – polski elektronik, doktor habilitowany nauk technicznych oraz ekonomista. Specjalizuje się w cyfrowym przetwarzaniu sygnałów. Adiunkt na Wydziale Elektroniki i Technik Informacyjnych Politechniki Warszawskiej.

## Życiorys
Absolwent  II Liceum Ogólnokształcącego im. Stefana Żeromskiego w Tomaszowie Mazowieckim (1990). W 1995 ukończył studia magisterskie na Wydziale Elektroniki i Technik Informacyjnych Politechniki Warszawskiej. Doktorem został w 2000 na podstawie pracy zatytułowanej Przetwarzanie sygnałów niestacjonarnych z wykorzystaniem koncepcji adaptacyjnej dopasowanej obserwacji, przygotowanej pod kierunkiem Jerzego Szabatina. W 2000 objął też posadę adiunkta  w Zakładzie Teorii Obwodów i Sygnałów w Instytucie Systemów Elektronicznych na Wydziale Elektroniki i Technik Informacyjnych PW. W 2001, na podstawie dorobku publikacyjnego, Fundacja na rzecz Nauki Polskiej przyznała mu stypendium dla młodych naukowców.  Habilitował się w 2014 na Wydziale Elektroniki i Technik Informacyjnych PW, pisząc pracę pt. Metody optymalizacji iteracyjnych przetworników analogowo-cyfrowych z wykorzystaniem nowych adaptacyjnych algorytmów konwersji.
W 1998 roku został magistrem finansów i bankowości po ukończeniu studiów na Wydziale Nauk Ekonomicznych Uniwersytetu Warszawskiego. Od 2000 do 2015 pracował dla Narodowego Banku Polskiego.

## Działalność naukowa
Jędrzejewski w karierze naukowej skupiał się na badaniach związanych z przetwarzaniem sygnałów z wykorzystaniem koncepcji adaptacyjnej dopasowanej obserwacji. W 2001 rozpoczął badania dotyczące opracowywania wykorzystujących tę koncepcję przetworników analogowo-cyfrowych. Brał również udział w projektach związanych z przetwarzaniem sygnałów w radarach FMCW prowadzonych przez Politechnikę Warszawską. Prowadził zajęcia z szeregu przedmiotów na Wydziale Elektroniki i Technik Informacyjnych PW.
Swoje prace publikował w czasopismach, takich jak „Measurement”, „IEEE Transactions on Instrumentation and Measurement", „Metrology and Measurement Systems", jak również na różnych konferencjach naukowych.
Został odznaczony Brązowym (2018) i Srebrnym (2023) Krzyżem Zasługi.